# کوسه رنگین‌کمانی
شارک رنگین کمانی، کت‌فیش رنگین کمانی یا ماهی کوسه کمانی  با نام علمی Pangasianodon hypophthalmus، گونه ای متعلق به گربه ماهی کوسه (خانواده Pangasiidae) بومی رودخانه های جنوب شرقی آسیا است. اطلاق نام کوسه به دلیل شباهت ظاهری آن به کوسه میباشد. زیستگاه آن حوضه مکونگ و همچنین رودخانه چائو فرایا است و به عنوان یک ماهی خوراکی بطور وسیعی پرورش داده میشود.

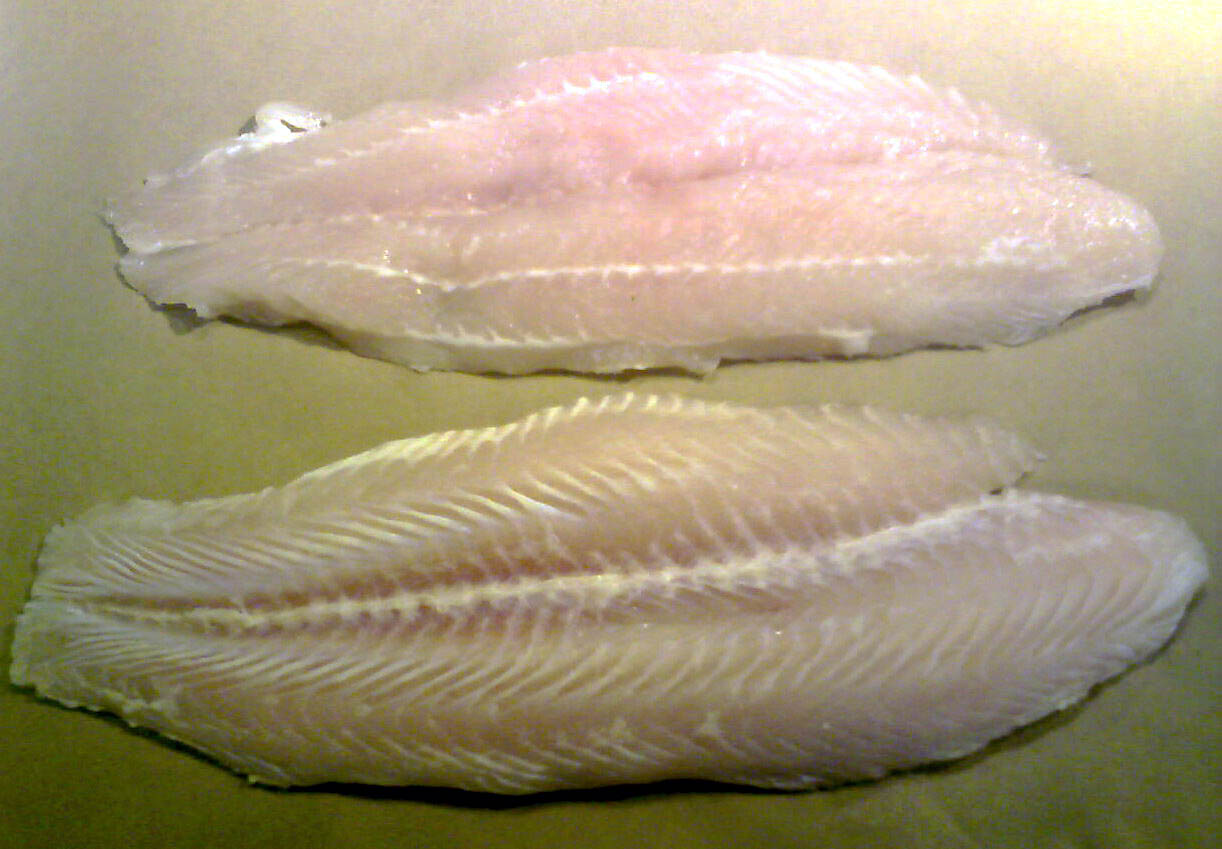
فیله شارک رنگین کمانی که در ایالات متحده فروخته می شود

## در آکواریوم

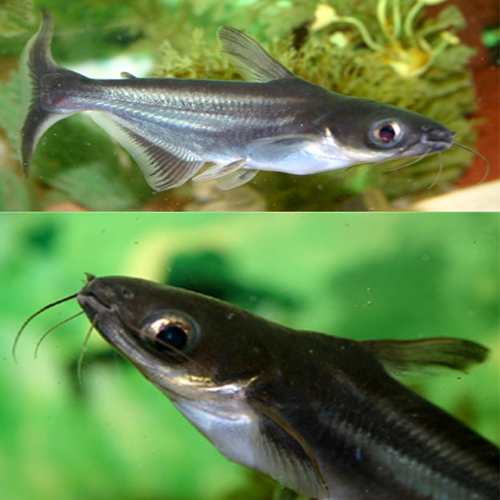
شارک رنگین کمانی نابالغ

کوسه های رنگین کمانی به آکواریومی هایی با حداقل حجم ۱۲ متر (۳۹ فوت) نیاز دارند و به طور طبیعی تکثیر میشوند. گله ها به تانک های بزرگتری نیاز دارند. اگر فضای کافی داشته باشند و به اندازه کافی تغذیه شوند، می توانند به طول ۱ متر (۳٫۳ فوت) برسند. در اکثر آکواریوم های خانگی، کمبود فضا مانع رشد آنها می شود. به همین دلیل، بیشتر شارکهای رنگین کمانی که در آکواریوم خانگی نگهداری می شوند حداکثر ۱۵ تا ۳۰ سانتیمتر (۶ تا ۱۲ اینچ) رشد می کنند. چنانچه شرایط مناسب برایشان فراهم شود، ممکن است تا نوجوانی و یا بلوغ نیز رشد کنند. 

## همچنین ببینید
- لیست گونه های ماهی آکواریومی آب شیرین

## لینک های خارجی
- سیاره گربه ماهی